# ستيف بار
ستيف بار (بالإنجليزية: Steve Parr)‏ (22 ديسمبر 1926 ببرستون في المملكة المتحدة - 6 أغسطس 2019) هو لاعب كرة قدم بريطاني في مركز الدفاع. لعب مع نادي إكزتر سيتي ونادي روتشديل ونادي ليفربول ونادي بارسكو.

## وصلات خارجية
- ستيف بار على موقع قاعدة بيانات كرة القدم.إي يو (الإنجليزية)